# Політичний статус Тайваню
Суперечки про політичний статус Тайваню, іноді звані Тайванським питанням або проблемою Тайванської протоки, або, з тайванської точки зору, материковим питанням, є результатом громадянської війни в Китаї та подальшого розколу Китаю на дві нинішні держави: сучасні самоврядні утворення Китайської Народної Республіки (КНР; відомий як «Китай») і Китайської Республіки (КР; зазвичай більш відомий як «Тайвань»).
Питання залежить від того, чи мають острови Тайвань, Пенху, Цзіньмень і Мацзу залишатися територією Китайської республіки як фактично окрема самоврядна одиниця; стати частиною КНР за існуючого комуністичного уряду; перетворити Китайську республіку на нову «Республіку Тайвань»; об'єднатися з материком під владою Китайської Республіки після розпуску уряду КНР; або злитися з материком у рамках нещодавно сформованого альтернативного (федерального) уряду (наприклад, Федеративної Республіки Китай або Сполучених Штатів Китаю).
Ця суперечка також стосується того, чи є існування та правовий статус суверенної держави як Китайської Республіки, так і Китайської Народної Республіки законним з погляду міжнародного права.
Тайвань, Пенху, Цзіньмень і Мацзу та деякі інші другорядні острови фактично становлять юрисдикцію держави з офіційною назвою Китайської Республіки (КР), але звичайно відомої як «Тайвань». Китайська республіка, яка взяла під свій контроль Тайвань (включаючи Пенху та інші прилеглі острови) в 1945 році, керувала материковим Китаєм і претендувала на суверенітет над Зовнішньою Монголією (нині Монголія) і Танну Урянхай (частиною якої є сучасна Тува, Росія), перш ніж зазнала поразки в китайській Громадянській війні з Комуністичною партією Китаю (КПК) і відбулося перенесення її уряду та столиці з Нанкіна до Тайбей як тимчасова столиця у грудні 1949 року. КПК встановила новий уряд на материку як Китайська Народна Республіка (КНР) у жовтні 1949 р.
З того часу, як Китайська Республіка втратила своє місце в Організації Об'єднаних Націй як «Китай» у 1971 році (замінена КНР), більшість суверенних держав переключили своє дипломатичне визнання на КНР, визнавши КНР як представника всього Китаю, хоча більшість країн уникають роз'яснень які території маються на увазі під «Китаєм», щоб асоціюватися як з КНР, так і з Китайською республікою. Станом на 20 вересня 2019 року Китайська Республіка підтримує офіційні дипломатичні відносини з 14 країнами-членами ООН та Святим Престолом, хоча неформальні відносини підтримуються майже з усіма іншими. Агентства іноземних урядів, такі як Американський інститут на Тайвані, діють як де-факто посольства своїх країн на Тайвані, а Тайвань має аналогічні де-факто посольства та консульства в більшості країн під такими назвами, як «Тайбейське представництво» (TRO) або «Тайбейський економіко-культурний (представницький) офіс» (TECO). У певних контекстах Тайвань також називають Китайським Тайбеєм.
Уряд Китайської Республіки в минулому активно відстоював свої претензії як єдиний законний уряд над материковим Китаєм і Тайванем. Ця позиція почала змінюватися на початку 1990-х років, коли було запроваджено демократію та було обрано нових тайванських лідерів. Згідно з новою позицією, уряд Китайської Республіки не заперечує активно легітимність правління КНР над материковим Китаєм. І КНР, і Китайська республіка здійснюють відносини через протоку через спеціалізовані агенції (такі як Рада у справах материкової частини Китайської Республіки), а не через міністерства закордонних справ. У різних груп різні уявлення про нинішню формальну політичну ситуацію на Тайвані. Див. також: Возз'єднання Китаю, Рух за незалежність Тайваню)
Крім того, ситуація може спантеличувати через різні сторони і зусилля багатьох груп з вирішення розбіжностей за допомогою політики навмисної двозначності. Політичне рішення, яке приймає багато хто з нинішніх груп, — це перспектива статус-кво: неофіційно ставитися до Тайваню як до держави і, як мінімум, офіційно заявити про відсутність підтримки уряду цієї держави, який зробив офіційну заяву про незалежність. З чого складатиметься офіційна декларація незалежності, не ясно і може збивати з пантелику, враховуючи той факт, що Китайська Народна Республіка ніколи не контролювала Тайвань, а Китайська Республіка все ще існує, хоча й у меншому масштабі.
Статус-кво приймається значною мірою тому, що він не визначає юридичного чи майбутнього статусу Тайваню, залишаючи кожній групі можливість інтерпретувати ситуацію так, щоб вона була політично прийнятною для її членів. У той самий час політика статус-кво критикувалася як небезпечна саме оскільки різні сторони по-різному інтерпретують статус-кво, що веде до можливості війни через балансування межі війни чи прорахунків. КНР прагне покласти край де-факто незалежності Тайваню шляхом возз'єднання. Якщо Тайвань відмовиться від цього процесу, КНР готова застосувати силу військовим шляхом задля досягнення об'єднання.